# Been Caught Stealing
«Been Caught Stealing» es una canción de la banda estadounidense de rock alternativo Jane's Addiction. La canción fue lanzada en su álbum de 1990, Ritual de lo Habitual, y fue relanzada en 2006 en su compilación Up From The Catacombs. La canción fue el mayor éxito de Jane's Addiction, permaneciendo 4 semanas en el # 1 en las listas de rock moderno EE. UU.

## En la cultura popular
La canción ha aparecido regularmente en la televisión y en películas . Por ejemplo, puede ser escuchad en la primera escena de Chuck episodio 214 de NBC (Chuck vs. The Best Friend) en 2009 , en el episodio piloto de la serie de televisión My Name Is Earl, en los créditos de Sex, Drugs & Rock & Roll de Eric Bogosian y en un episodio de Hindsight.
Por otra parte, la canción era frecuentemente utilizada en el programa Sunday Night Football de la NBC durante la emisión de un partido de los Patriots de Nueva Inglaterra, a la luz de su escándalo del robo de señales de la competencia. También fue incluida en el videojuego Grand Theft Auto: San Andreas en la emisora ficticia Radio X, y pudo ser escuchada en las películas de Gone in 60 Seconds y Fear Cape. Apareció recientemente en las bandas sonoras de los videojuegos Guitar Hero : Warriors of Rock, Rock Band 3 , Power Gig: Rise of the SixString y The Darkness II .
La canción aparece en la lista de las 500 canciones que le han dado forma al Rock and Roll publicada por la Rock and Roll Hall of Fame (la lista no tiene ninguna clasificación particular). El video musical de la canción ocupa el puesto #47 en VH1 100 Greatest Videos. La canción se incluye en el disco The Dirtchamber Sessions Volume One de The Prodigy (1999).
El estadio Angels de Anaheim reproduce un clip de "Been Caught Stealing" cada vez que el equipo local roba una base.
El título de la canción también es parodiado en la canción del grupo TISM "Been Caught Wankin'", del álbum www.tism.wanker.com.
La canción también fue elegida por Alice Cooper como una de sus 8 "Desert Island Discs" en el programa de radio de Reino Unido Desert Island Discs.

## Otras versiones
Richard Cheese hace un cover en el álbum de Aperitif for Destruction y Jacksoul en el álbum mySOUL, el primero hace una parodia satirizando los perros ladrando durante toda la canción.
Hay una versión outtake en la compilación de rarezas Kettle Whistle de 1997.
Lea DeLaria hizo una versión en 2007.
Arcade Fire hace una versión de la canción en 2014.
- Datos: Q4879872